# Libańska Biblioteka Narodowa
Libańska Biblioteka Narodowa (arab. ‏المكتبة الوطنية‎, fr. Bibliothèque nationale du Liban) – biblioteka narodowa Libanu w Bejrucie.

## Historia
Pod koniec XIX wieku wicehrabia Philippe de Tarrazi zaproponował rządowi utworzenie biblioteki w której intelektualiści mogliby czytać i prowadzić badania. Po uzyskaniu zgody zajął się jej organizacją dzięki czemu 25 lipca 1922 roku została otwarta Wielka Biblioteka Bejrutu. Tarrazi przekazał do niej 20 tysięcy książek, rzadkich manuskryptów i gazet. Po otwarciu został mianowany sekretarzem generalnym, a potem do 1939 roku kuratorem biblioteki. Gdy w 1922-28 wyjechał do Europy i Egiptu, gdzie gromadził finanse i zbiory dla biblioteki, ta z powodu braku dozoru biblioteka podupadła. W 1937 roku biblioteka została przeniesiona do budynku parlamentu i mieściła się do 1979 roku, gdy zamknięto ją po grabieżach podczas wojny domowej z 1975 roku. Najcenniejsze ocalałe dokumenty przeniesiono do Archiwum Narodowego. Pozostałe książki umieszczono w skrzyniach na terenie Ministerstwa Kultury, często w niekorzystnych warunkach. Gdy w latach 90. XX wieku zakończyła się wojna domowa podjęto działania w celu otwarcia biblioteki narodowej. W latach 2003– 2006 roku po podpisaniu umowy z Unią Europejską biblioteka otrzymała 1,5 miliona euro na projekt "rehabilitacji biblioteki narodowej". Jego efektem było przywrócenie działalności biblioteki jako niezależnej instytucji, wyszkolenie nowych kadr i techniczne przygotowanie zbiorów.
W 2006 roku Katar na odbudowę budynku biblioteki przekazał 25 milionów dolarów. W latach 2011–17 na potrzeby biblioteki przystosowano dawny budynek Wydziału Prawa Uniwersytetu Libańskiego. Budynek został zbudowany w latach 1905–1907 pod panowaniem sułtana Abdülhamid II. Po przeniesieniu zbiorów 4 grudnia 2018 roku biblioteka została ponownie otwarta.

## Zbiory
17 stycznia 1924 roku generał Weygand wydał dekret o egzemplarzu obowiązkowym. Przed wybuchem wojny domowej Libańska Biblioteka Narodowa posiadała kolekcję 200 tysięcy książek i dokumentów oraz 2 tysięcy rzadkich manuskryptów. W 1999 roku w Archiwum Narodowym znajdowało się 1588 rękopisów i inkunabułów, a także kolekcja gazet i czasopism. Zarówno one, jak i książki przechowywane w budynku Ministerstwa wymagały odgrzybienia, odkurzenia i naprawy. W 1995 roku rząd Libanu prawo do otrzymywania egzemplarza obowiązkowego wobec braku biblioteki narodowej tymczasowo przekazał Archiwom Narodowym. Obecnie (2018) zbiorach nowej Biblioteki Narodowej znajduje się obecnie 300 tysięcy książek i dokumentów.